# Djurak (Calmúquia)
|  | Per a altres significats, vegeu «Djurak». |

Djurak (en rus: Джурак) és un poble (un possiólok) de Calmúquia, a Rússia, segons el cens del 2012 tenia 204 habitants. Pertany al districte municipal de Tróitskoie.